# 諒山師範高等專科學校
谅山师范高等专科学校（越南语：／）是一所位于越南谅山省谅山市的公办师范类職業大學，由谅山省人民委员会举办。

## 历史沿革
谅山师范高等专科学校肇始于北越政府在1961年成立的谅山省师范初级学校以及谅山省师范二级学校:681，1992年，谅山省师范12+2学校与谅山省师范12+3学校、谅山省教育干部学院、谅山幼儿师范学校合并为谅山省师范中级学校。1997年6月，谅山师范高等专科学校在省师范中级学校的基础上成立:686。
2021年，谅山师范高等专科学校获越南国家主席阮春福授予三等独立勋章。

## 现况
谅山师范高等专科学校开设学前教育、商业会计、英文、汉语、栽培与植物保护、旅游管理与商务、应用信息技术、法学、声乐、西洋乐器演奏、舞蹈表演及绘画等专业，除了提供大学专科课程，培养合格的技能型人才外，学校亦与本科大学联合培养学士及硕士研究生，还为谅山省公职人员提供培训。此外，该校还举办有一所黎贵惇九年一貫制學校。